# Кикодзе, Исидор Григорьевич
Исидор Григорьевич Кикодзе (середина 1850-х гг. — год смерти не установл.) — русский революционер-народник грузинского происхождения, один из организаторов народнического движения в Грузии.

## Биография
Родился в семье православного священника Георгия (Григория) Дмитриевича Кикодзе (р.1821). 

Поступил в Медико-хирургическую академию, однако был отчислен. 

В 1875 году был одним из активных участников революционного кавказского кружка в Петербурге («кавказцы»).

Поддерживал тесную связь с Г. Ф. Здановичем. 

В феврале 1876 года под фамилией Степанова уговаривал жандармского унтер-офицера Буланова устроить побег из Московской тюрьмы заключенных по процессу 50-ти. 

В мае 1876 года, приехав в Кутаиси, организовал вместе с М. Кипиани народнический революционный кружок и был его руководителем. 

Должен быть привлечен к дознанию, возникшему в октябре 1876 года в Тифлисе, по делу о революционной пропаганде в Тифлисской и Кутаисской губерниях, но до привлечения успел скрыться за границу. Жил в Константинополе (Османская империя), где держал справочную контору. 

По Высочайшему повелению 26 июля 1878 года дело о нём прекращено до его розыска и задержания. 

По агентурным сведениям, неоднократно приезжал на Кавказ из Турции, укрываясь у своего отца и единомышленников.